# 山北町
山北町（日语：／ Yamakita machi */?）是神奈川縣最西端的一町。

## 交通

### 鐵路
東海旅客鐵道
- 御殿場線：東山北站 - 山北站 - 谷峨站